# 朝倉貞景 (9代当主)
朝倉 貞景（あさくら さだかげ）は、室町時代から戦国時代にかけての越前国の戦国大名。朝倉氏第9代当主。朝倉氏景の嫡男。朝倉義景の祖父。

## 生涯
文明18年（1486年）、父の死去により家督を継いだ。しかしわずか13、4歳の若年のため、家臣が勝手な行動をしたりしたという（『宣胤卿記』）。
家督を継いだばかりの長享元年（1487年）、室町幕府将軍・足利義尚の命を受けて六角高頼攻めに出陣（長享の乱）するが、貞景率いる本隊は敦賀に留まり、敦賀郡司の朝倉景冬のみ先陣として騎馬142、兵400から500を率いて近江国坂本に着陣した。これは既に坂本に着陣していた斯波義寛が旧被官である朝倉氏と同陣するのに屈辱を感じ、義尚に対し斯波氏の越前国守護職復旧について訴えたためである。この時は朝倉氏側の言い分が通り、朝倉氏は将軍の直臣であるという裁定が下され、朝倉氏の越前支配が認められた（ただし、守護職となったわけではなく、あくまで一国の支配と直臣であることが認められたのみである。朝倉氏が越前守護となったのは、御供衆や御相伴衆に加えられた朝倉孝景（宗淳）の時代である。
延徳3年（1491年）、新将軍・足利義材は再び六角高頼を攻めるため近江へ出陣（延徳の乱）、斯波義寛も参陣したが、貞景は出陣せず事態を観望した。義寛は再度将軍に対し訴えを起こし、一時は朝倉貞景征伐の御内書が出され、将軍の越前遠征まで噂された。結局、朝倉討伐は立ち消えとなったが、朝倉氏の保有する兵力（精鋭1万、あるいは1番2000人あたりの6番編成で1万2000）が影響を与えたと思われる（『朝倉家記』）。同年、貞景は結婚している。
明応2年（1493年）の明応の政変では細川政元に協力し、朝倉軍は将軍義材を捕らえている。ところが同年7月、義材が越中国放生津へ下向して越中公方を樹立すると、ただちにそのもとへ馳せ参じた。翌年10月、義材の上洛軍挙兵に呼応して加賀国より越前に攻め込んだ加賀の一向一揆や甲斐氏の軍勢と大野郡・坂井郡で交戦、勝利している。明応4年（1494年）に美濃で勃発した船田合戦には斎藤方として貞景自ら近江国柳ヶ瀬まで出陣、翌年の決戦にも朝倉軍を派遣、大勝している。
明応7年（1498年）、前将軍・義材（義尹）が越中国から一乗谷に入り上洛の機会を窺う（越前公方と呼ばれた）。貞景はこれを歓待するが上洛支援は断った。義尹は向背定まらない貞景を頼みとせず翌年上洛したが、六角氏の軍勢に敗北し、いったん周防国の大内氏を頼ることとなる。だが、これによって細川政元やこれと同盟関係にあった加賀の本願寺門徒と対立するようになる。
文亀3年（1503年）、一族内部で謀叛が起こるが、朝倉宗滴の尽力のもと、朝倉景豊を滅ぼす。翌年、加賀より攻め込んで来た朝倉元景を返り討ちし、家督を確実なものとした。永正3年（1506年）には越前に侵攻した加賀国・越中国・能登の一向一揆勢と戦い（九頭竜川の戦い）、これを駆逐するなどして、内政・軍事においての朝倉氏の戦国大名化、越前領国化を成し遂げた。これ以後、孫の義景の時代である永禄10年（1567年）の堀江景忠の謀反までの60余年にわたって越前国内には大きな戦乱は無く、平和を享受して全盛期を迎えた（『朝倉家記』）。
永正9年（1512年）3月25日、鷹狩りの途中に急死した（『朝倉家記』）。享年40。法号は天沢宗清。子の朝倉孝景（宗淳）が家督を継いだ。

## 人物
- 貞景は京都の清水寺に法華堂（朝倉堂）を建立し、一乗谷では南陽寺の方丈を再興したり安波賀に経堂を建立したりするなど信仰心が厚かった。また若年で家督を継ぎながら大叔父の後見があったとしても将軍の討伐を免れ一向一揆を排除して越前支配と朝倉全盛期の基礎を築くなど、祖父の朝倉孝景や父に劣らぬ優秀な人物だった[10]。
- 永正3年（1506年）、京の大和絵の絵師であった土佐光信に「京中図」を描かせ、礼に太刀一腰を贈っている。これが「洛中洛外図」の文献上における初見である。
  - 三条西実隆の日記である『実隆公記』の永正3年（1506年）の以下の記述が、「洛中洛外図」に関する最古の文献史料とされている。実隆が、従兄弟の甘露寺元長から土佐光信画の京都を描いた越前国朝倉家発注の屏風を見せられ、珍しくて興味深いものだったという感想を記述していると解釈されている。当時の越前朝倉家の当主は貞景で、甘露寺家とは姻戚関係があった。この屏風は現存しない。

   甘露寺中納言来る、越前朝倉屏風を新調す、一双に京中を画く、土佐刑部大輔（光信）新図、尤も珍重の物なり、一見興有り